# Włochy na Zimowych Igrzyskach Paraolimpijskich 2006
Reprezentacja Włoch na Zimowych Igrzyskach Paraolimpijskich 2006 liczyła 39 sportowców.

## Medale

### Złote medale
Narciarstwo alpejskie
14 marca: Gianmaria Dal Maistro, supergigant mężczyzn niewidomych
17 marca: Silvia Parente, slalom gigant kobiet niewidomych

### Srebrne medale
Narciarstwo alpejskie
17 marca: Gianmaria Dal Maistro, slalom gigant mężczyzn niewidomych
19 marca: Daila Dameno, slalom kobiet siedząc

### Brązowe medale
Narciarstwo alpejskie
12 marca: Silvia Parente, zjazd kobiet niewidomych
14 marca: Silvia Parente, supergigant kobiet niewidomych
17 marca: Daila Dameno, slalom gigant kobiet siedząc
19 marca: Silvia Parente, slalom kobiet niewidomych